# Ljudmila Ljachowitsch
Ljudmila Wiktarauna Ljachowitsch (belarussisch Людміла Віктараўна Ляховіч, engl. Transkription Lyudmyla Liakhovich; * 26. Juni 1989 in Berdytschiw, USSR, Sowjetunion als Ljudmyla Wiktoriwna Kowalenko ukrainisch Людмила Коваленко, engl. Transkription Lyudmyla Kovalenko) ist eine ehemalige belarussische Langstreckenläuferin ukrainischer Herkunft, die ab 2017 für Belarus an den Start ging. Ihr Ehemann Aljaksandr Ljachowitsch war für Belarus ebenfalls als Leichtathlet aktiv.

## Sportliche Laufbahn
Erste internationale Erfahrungen sammelte Ljudmila Ljachowitsch bei den Crosslauf-Europameisterschaften 2007 in Toro, bei denen sie für die Ukraine startend nach 14:49 min auf den 19. Platz im U20-Rennen gelangte und sich in der Teamwertung die Bronzemedaille sicherte. Im Jahr darauf schied sie bei den Juniorenweltmeisterschaften in Bydgoszcz mit 4:38,18 min in der Vorrunde im 1500-Meter-Lauf aus und gelangte über 3000 Meter mit 9:42,05 min auf Rang 17. Im Dezember wurde sie dann bei den Crosslauf-EM in Brüssel in 14:21 min 18. im U20-Rennen und sicherte sich in der Teamwertung die Silbermedaille. Bei den Crosslauf-Europameisterschaften 2009 in Dublin gelangte sie sie nach 22:17 min auf den 26. Platz im U23-Rennen und bei den Crosslauf-EM 2010 in Albufeira wurde sie in 21:50 min 35. im U23-Rennen und sicherte sich in der Teamwertung die Bronzemedaille hinter den Teams aus dem Vereinigten Königreich und Russland. Im Jahr darauf gewann sie bei den U23-Europameisterschaften in Ostrava in 33:35,36 min die Silbermedaille im 10.000-Meter-Lauf hinter der Aserbaidschanerin Layes Abdullayeva. 2012 gewann sie bei den Europameisterschaften in Helsinki zunächst Silber über 5000 Meter, welches ihr später wegen Verletzung der Anti-Dopingregeln aberkannt wurde. Auch ihr Resultat bei den Olympischen Sommerspielen in London wurde ihr nachträglich aberkannt.
Während ihrer Dopingsperre erhielt sie durch Heirat mit dem Geher Aljaksandr Ljachowitsch die belarussische Staatsbürgerschaft und ging von 2020 bis 2022 auf nationaler Ebene in Belarus an den Start und wurde 2021 nationale Meisterin im 10.000-Meter-Lauf. 2022 beendete sie dann ihre aktive sportliche Karriere im Alter von 33 Jahren.

## Doping
Ende Januar 2018 wurde bekannt gegeben, dass Kowalenko wegen Unregelmäßigkeiten in ihrem biologischen Pass ihre Silbermedaille der Europameisterschaften 2012 über 5000 Meter zurückgeben muss. Sie wurde vom Leichtathletik-Weltverband IAAF für die Zeit vom 27. Juni 2012 bis 10. April 2016 disqualifiziert und vom 31. Oktober 2017 bis 30. Oktober 2019 gesperrt.

## Persönliche Bestzeiten
- 1500 Meter: 4:16,82 min, 2. Juli 2010 in Donezk
- 3000 Meter: 9:10,79 min, 16. August 2011 in Winnyzja
- 5000 Meter: 15:10,28 min, 28. Mai 2012 in Jalta
- 10.000 Meter: 33:24,80 min, 30. Mai 2011 in Jalta
- Halbmarathon: 1:13:35 h, 31. März 2012 in Prag
- Marathon: 2:30:43 h, 18. April 2021 in Debno